# Love Is Dead
Love Is Dead är debutalbumet av den estländska sångaren Kerli. Det gavs ut den 8 juli 2008 och innehåller 12 låtar.

## Låtlista
| Nr  | Titel           | Längd |
| --- | --------------- | ----- |
| 1.  | Love Is Dead    | 4:36  |
| 2.  | Walking On Air  | 4:27  |
| 3.  | The Creationist | 3:37  |
| 4.  | I Want Nothing  | 3:58  |
| 5.  | Up Up Up        | 3:25  |
| 6.  | Bulletproof     | 5:01  |
| 7.  | Beautiful Day   | 3:51  |
| 8.  | Creepshow       | 3:11  |
| 9.  | Hurt Me         | 3:37  |
| 10. | Butterfly Cry   | 4:38  |
| 11. | Strange Boy     | 3:18  |
| 12. | Fragile         | 4:11  |

## Listplaceringar
| Lista               | Topplacering |
| ------------------- | ------------ |
| Belgien (Flandern)  | 61           |
| Belgien (Vallonien) | 52           |
| Schweiz             | 92           |